# Періца Димитриєвич
Періца Димитриєвич (серб. Перица Димитријевић; нар. 18 квітня 1986, Крагуєваць) — сербський борець вільного та греко-римського стилю, бронзовий призер Середземноморського чемпіонату з вільної боротьби, учасник чемпіонатів світу та Європи.

## Життєпис
Виступає за спортивний клуб «Раднічкі» Крагуєваць. Тренер — Зоран Сінджич. Триразовий чемпіон Сербії з греко-римської боротьби (2020, 2021, 2022).

## Спортивні результати на міжнародних змаганнях

### Виступи на Чемпіонатах світу
| Змагання                        | Збірна | Вагова категорія                 | Місце |
| ------------------------------- | ------ | -------------------------------- | ----- |
| Чемпіонат світу з боротьби 2021 | Сербія | греко-римська боротьба, до 63 кг | 21    |

### Виступи на Чемпіонатах Європи
| Змагання                         | Збірна | Вагова категорія                 | Місце |
| -------------------------------- | ------ | -------------------------------- | ----- |
| Чемпіонат Європи з боротьби 2017 | Сербія | вільна боротьба, до 65 кг        | 18    |
| Чемпіонат Європи з боротьби 2020 | Сербія | греко-римська боротьба, до 63 кг | 13    |
| Чемпіонат Європи з боротьби 2021 | Сербія | греко-римська боротьба, до 63 кг | 11    |
| Чемпіонат Європи з боротьби 2022 | Сербія | греко-римська боротьба, до 63 кг | 13    |
| Чемпіонат Європи з боротьби 2023 | Сербія | греко-римська боротьба, до 63 кг | 9     |

### Виступи на Кубках світу
| Змагання                    | Збірна | Вагова категорія                 | Місце |
| --------------------------- | ------ | -------------------------------- | ----- |
| Кубок світу з боротьби 2020 | Сербія | греко-римська боротьба, до 63 кг | 7     |

### Виступи на Чемпіонатах світу серед студентів
| Змагання                                        | Збірна | Вагова категорія                 | Місце |
| ----------------------------------------------- | ------ | -------------------------------- | ----- |
| Чемпіонат світу з боротьби серед студентів 2008 | Сербія | греко-римська боротьба, до 60 кг | 8     |

### Виступи на Середземноморських чемпіонатах
| Змагання                                     | Збірна | Вагова категорія                 | Місце  |
| -------------------------------------------- | ------ | -------------------------------- | ------ |
| Середземноморський чемпіонат з боротьби 2014 | Сербія | греко-римська боротьба, до 66 кг | 5      |
| Середземноморський чемпіонат з боротьби 2014 | Сербія | вільна боротьба, до 65 кг        | Бронза |

### Виступи на інших змаганнях
| Змагання                                         | Збірна | Вагова категорія                 | Місце  |
| ------------------------------------------------ | ------ | -------------------------------- | ------ |
| Золотий Гран-прі з боротьби 2011 (Сомбатгей)     | Сербія | греко-римська боротьба, до 55 кг | 5      |
| Міжнародний турнір Любомира Івановича-Гедзи 2013 | Сербія | греко-римська боротьба, до 60 кг | Бронза |
| Перлина Македонії 2017                           | Сербія | вільна боротьба, до 65 кг        | 5      |
| Кубок Тахті 2019                                 | Сербія | греко-римська боротьба, до 67 кг | 9      |
| Перлина Македонії 2019                           | Сербія | вільна боротьба, до 70 кг        | 4      |
| Чемпіонат Сербії з боротьби 2020                 | Сербія | греко-римська боротьба, до 63 кг | Золото |
| Гран-прі Загреба з боротьби 2021                 | Сербія | греко-римська боротьба, до 63 кг | Бронза |
| Турнір Дана Колова — Николи Петрова 2021         | Сербія | греко-римська боротьба, до 63 кг | Срібло |
| Міжнародний турнір Любомира Івановича-Гедзи 2021 | Сербія | греко-римська боротьба, до 67 кг | 10     |
| Турнір Дана Колова — Николи Петрова 2022         | Сербія | греко-римська боротьба, до 63 кг | 7      |
| Відкритий чемпіонат Загреба з боротьби 2023      | Сербія | греко-римська боротьба, до 63 кг | 13     |
| Тор Мастерс 2023                                 | Сербія | греко-римська боротьба, до 63 кг | 9      |
| Міжнародний турнір Любомира Івановича-Гедзи 2023 | Сербія | греко-римська боротьба, до 63 кг | Бронза |